# Pauw (band)
PAUW is een psychedelische-pop/rockband uit Haaksbergen, Nederland rondom oprichters Brian Pots en Rens Ottink. De band begon in 2011 te repeteren in een varkensschuur, die omgebouwd was tot oefenruimte. Met 38 boekingen voor de Popronde werd de band in 2014 de meest geboekte band uit de geschiedenis van het festival. Op 29 november 2014 kwam de debuut-ep van de band uit, simpelweg "PAUW" geheten. Op basis van een enkele ep tourde ze als vierkoppige band door Nederland en stond in de zomer van 2015 onder andere op de festivals Lowlands en Bospop. Speciaal voor een tv-onderwerp van De Wereld Draait Door over de Hubble Ruimtetelescoop schreef de band de single "Visions", die net als voorganger "Shambhala" single van de week werd op NPO 3FM. In oktober 2015 kwam "Macrocosm Microcosm" uit, het eerste studioalbum van de band. De uitgifte van het album werd gevolgd door een clubtournee. Vanaf 2018 drumt Rens Ottink ook bij Temples.

## Discografie

### Albums
- PAUW (ep) (2014)
- Macrocosm Microcosm (2015)

### Singles
- Shambhala (2014)
- Visions (2015)
- Memories (2015)
- High Tide (2016)